# Česká ženská ragbyová reprezentace
Česká ragbyová reprezentace žen reprezentuje Česko na turnajích rugby union. První zápas česká reprezentace odehrála v roce 2004 ve Vídni proti Rakousku. Zápas skončil nerozhodně 5:5. České reprezentantky se zúčastnily kvalifikace na MS 2017 skrz 2. nejlepší evropskou reprezentační soutěž Championship z roku 2016. Nakonec skončily poslední a vítěz turnaje Španělsko porazilo v boji o MS poslední tým Six Nations z let 2015 a 2016 Skotsko. V sezoně 2022–23 byla česká reprezentace účastníkem třetí nejlepší evropské ragbyové Trophy. K 20. 3. 2023 byly Češky na 43. místě světového ragbyového žebříčku. Následující sezony Trophy se Česko nezúčastní kvůli nedostatku hráček nebo penězům. 